# Верхние Осельки
Ве́рхние Осельки́ (фин. Osselki, Ylä Osselki) — деревня во Всеволожском районе Ленинградской области. Административный центр Лесколовского сельского поселения.

## Название
Название финское, происходит от слова uusiselkä, что означает новая гряда. Известно, что по Карельскому перешейку прошёл ледник, который оставил после себя гряды, озы, камы, сохранившиеся до сих пор.

## История
Об основании деревни историк, председатель ЛОИКФУН Вячеслав Александрович Егоров (1878—1934) говорит так: «незадолго до отмены крепостного права здешний помещик Шевелев выиграл в карты у другого помещика 4 крепостных крестьян, которые были переселены сюда из Калужской губернии».
На карте Санкт-Петербургской губернии Ф. Ф. Шуберта 1834 года обозначены две деревни Осельки — будущие Верхние и Нижние Осельки.

ОСЕЛЬКИ — деревня при мызе Габсары, принадлежит Ивану и супруге его Екатерине Чивилевым, чиновнику 5 класса, жителей по ревизии 7 м. п., 7 ж. п. (1838 год)

На этнографической карте Санкт-Петербургской губернии П. И. Кёппена 1849 года она обозначена как деревня «Osselki», расположенная в ареале расселения эвремейсов. В пояснительном тексте к этнографической карте указаны две деревни Osselki (Осельки), одна из них Лемболовского прихода, количество её жителей на 1848 год: эвремейсов — 17 м. п., 19 ж. п., а также ижоры 2 м. п., 3 ж. п. и финнов — 6 м. п., 5 ж. п., всего 52 человека.

ОСЕЛЬКИ — деревня чиновника 5 класса Чивилева, по просёлкам, 4 двора, 14 душ м. п. (1856 год)

Согласно «Топографической карте частей Санкт-Петербургской и Выборгской губерний» в 1860 году самая северная деревня Оселки (современные Верхние Осельки) насчитывала 4 крестьянских двора, в ней располагалась мыза Чевелева и Сергеевка. Расположенные южнее и по смежеству Оселки (современные Нижние Осельки) состояли из 22 дворов, с ними соседствовала дача капитана Стооларме-Таваста. Ещё южнее находились (ныне не существующие) усадьбы Господина Гаммера и Помещика Кецлера, близ них располагались кабак и больница.

ОСЕЛЬКИ — деревня владельческая при колодцах; 4 двора, жителей 16 м. п., 17 ж. п.; (1862 год)

В 1869 году на окраине Верхних Осельков в имении Бурениных «Мыза Америка» была возведена деревянная церковь во имя святой равноапостольной царицы Елены.
В 1882 году временнообязанные крестьяне деревни выкупили свои земельные наделы у М. Д. Княжевича и стали собственниками земли.

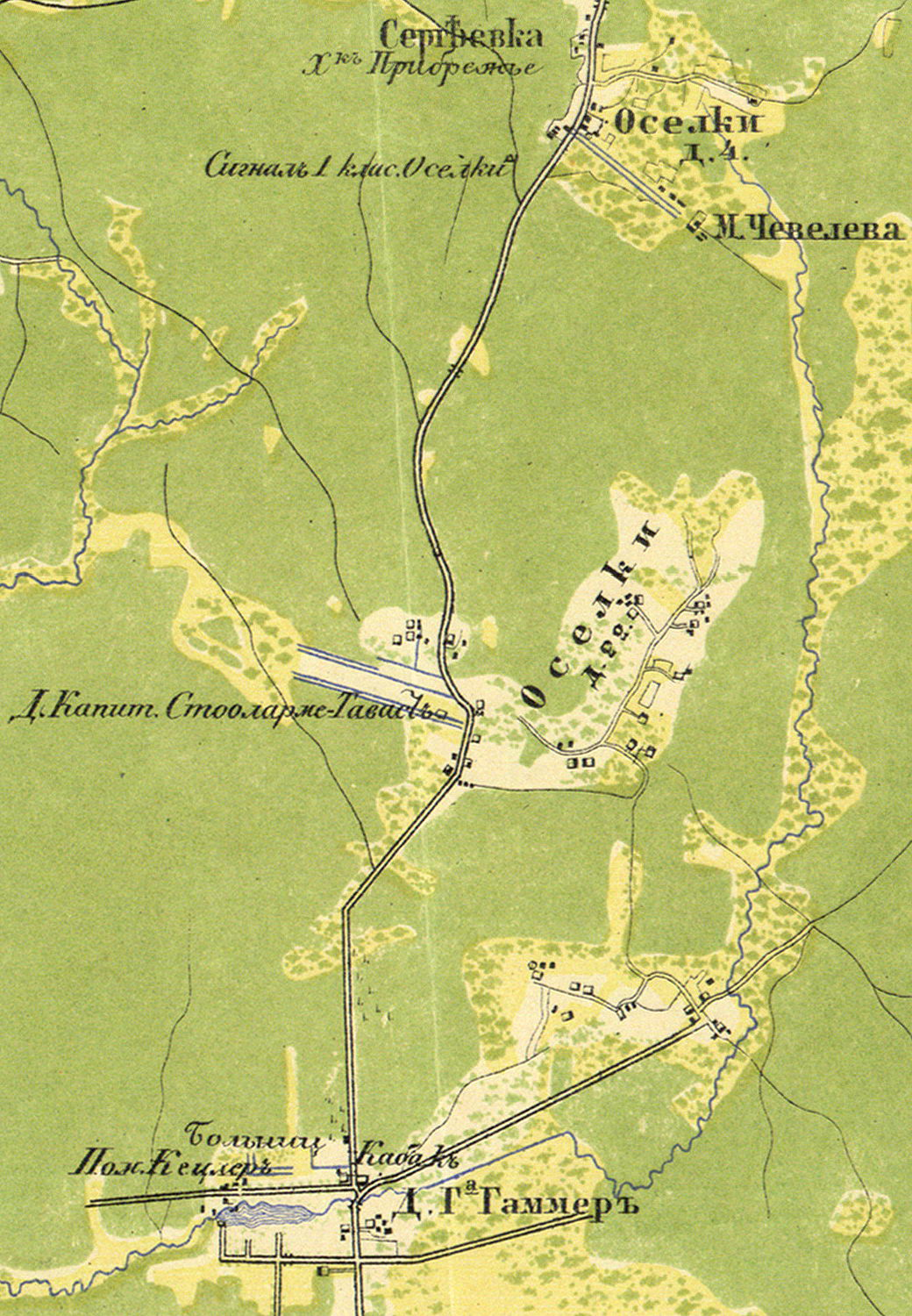
Деревни Осельки на карте 1860 года
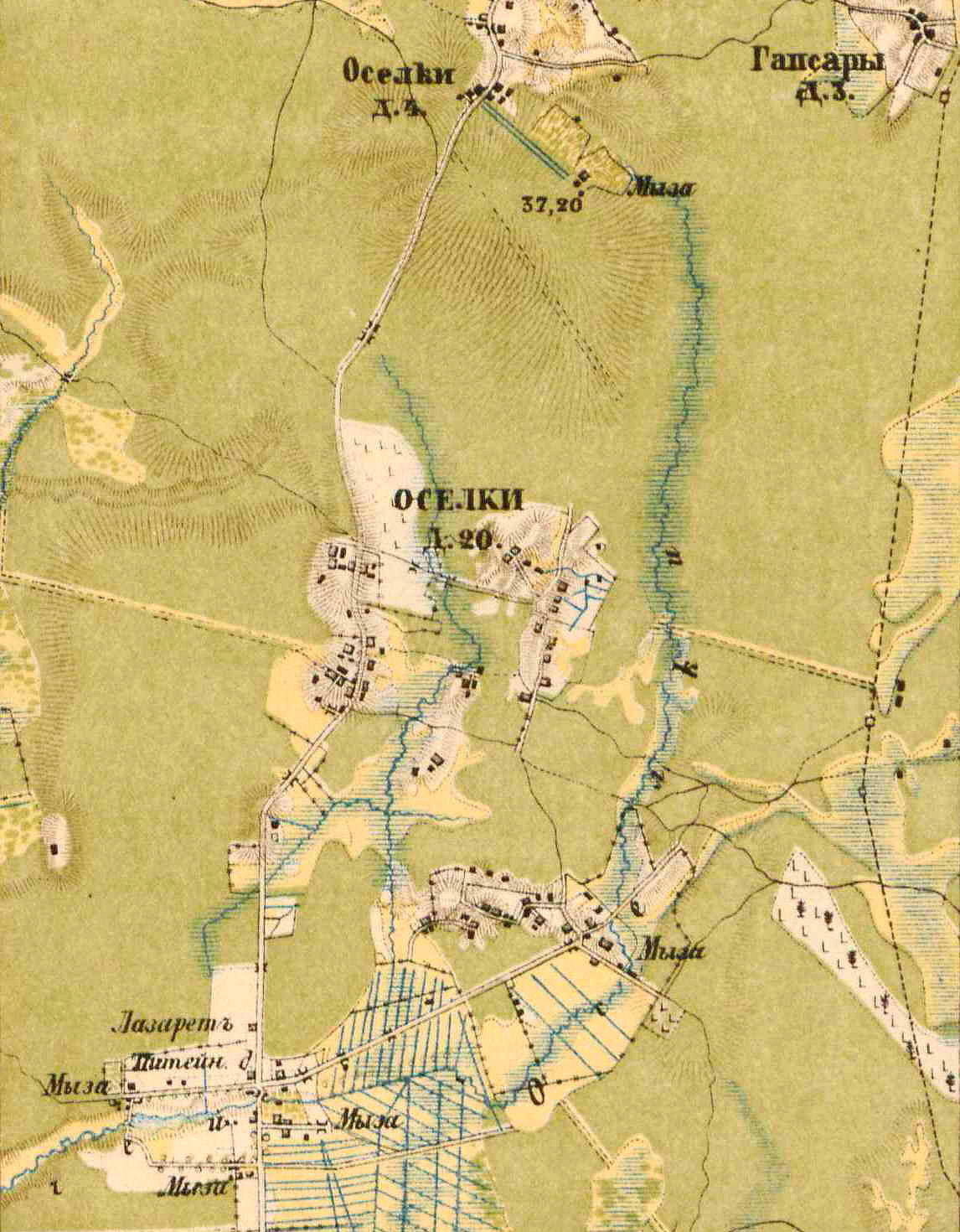
Деревни Осельки на карте 1885 года

Согласно материалам по статистике народного хозяйства Санкт-Петербургского уезда 1891 года имение Америка площадью 358 десятин принадлежало действительному статскому советнику М. Д. Княжевичу, имение было приобретено до 1868 года.

ОСЕЛЬКИ — деревня Куйвозовского сельского общества при Куйвозовской (Гарболовской) земской дороге 9 дворов, 32 м. п., 35 ж. п. — всего 67 чел. 2 кузницы. (1896 год)

В конце XIX — начале XX века деревня Осельки административно относилась к Куйвозовской волости 4-го стана Санкт-Петербургского уезда Санкт-Петербургской губернии. Население деревни было смешанным — финско-ижорским.

ОСЕЛЬКИ — селение Куйвозовского сельского общества Куйвозовской волости, число домохозяев — 6, наличных душ: 14 м. п., 23 ж. п.; Количество надельной земли — 40/2172 (десятин/саженей), лесного надела нет. (1905 год)

В 1908 году в деревне Осельки Куйвозовской волости проживали 39 человек из них 9 детей школьного возраста (от 8 до 11 лет).
С 1917 по 1927 год деревня входила в состав Лесколовского сельсовета Куйвозовской волости Ленинградского уезда.
Согласно переписи населения СССР 1926 года:

ОССЕЛЬКИ — деревня Лесколовского сельсовета  Куйвозовской волости Ленинградского уезда, 32 хозяйства, 145 душ.

Из них: русских — 24 хозяйства, 101 душа (45 м. п. и 56 ж. п.); ингерманландцев — 7 хозяйств, 41 душа (18 м. п. и 23 ж. п.); суоми — 1 хозяйство, 3 души (2 м. п. и 1 ж. п.). (1926 год)

С 1927 года в составе Куйвозовского района. По данным обследования, проведённого в 1927 году ЛОИКФУН, деревня насчитывала 31 двор, где проживали: 104 русских, 34 финна и 7 белорусов.
С 1928 года в составе Лесколовского сельсовета.
Церковь закрыта в 1931 году, здание не сохранилось.
По административным данным 1933 года близлежащие деревни Осельки были переименованы в Верхние Осельки и Нижние Осельки. Деревня Верхние Осельки относилась к Лесколовскому сельсовету Куйвозовского финского национального района.
С 1936 года в составе Токсовского района.

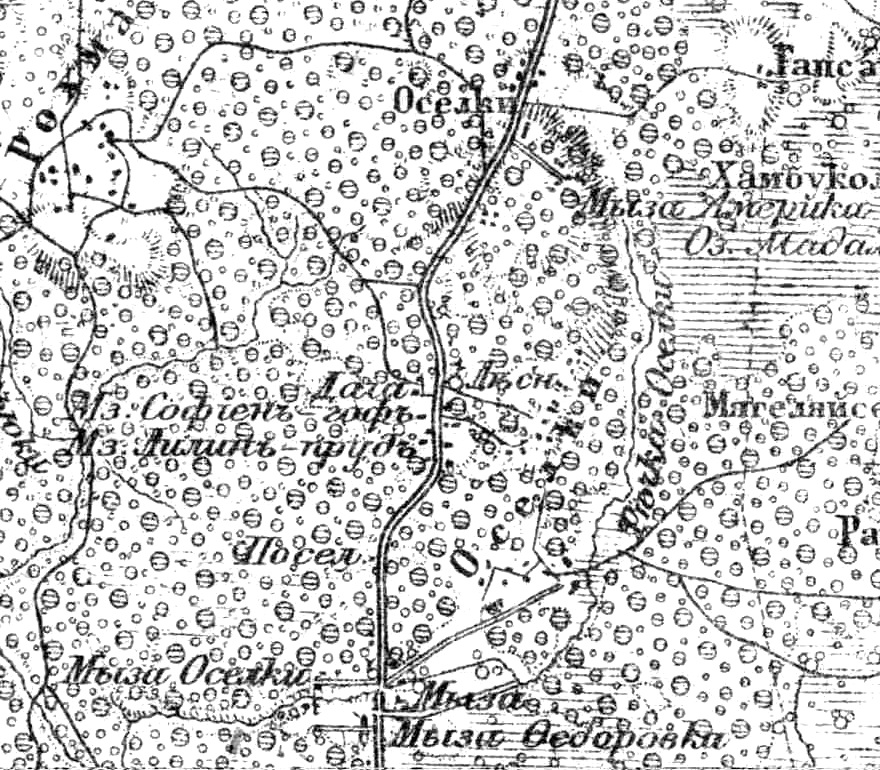
Деревни Осельки на карте 1914 года
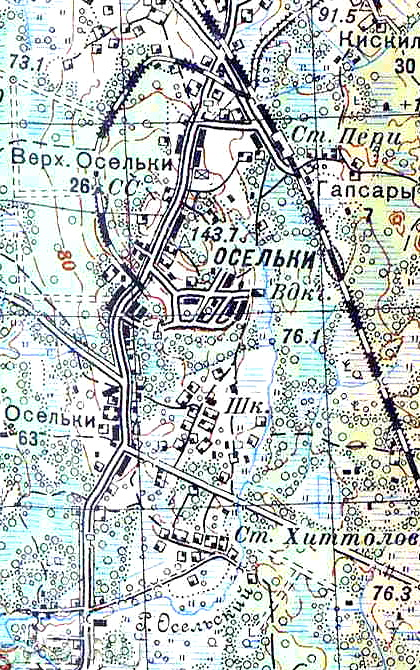
Деревни и посёлок Осельки на карте 1939 года

С 1939 года в составе Парголовского района. Согласно переписи населения СССР 1939 года:

ВЕРХНИЕ ОСЕЛЬКИ — деревня Лесколовского сельсовета Парголовского района, 183 чел. (1939 год)

В 1940 году деревня насчитывала 26 дворов, в деревне находился сельсовет.
До 1942 года — место компактного проживания ингерманландских финнов.
С 1954 года в составе Всеволожского района.
В 1958 году население деревни составляло 1003 человека.
По данным 1966 года деревня Верние Осельки входила в состав Лесколовского сельсовета.
По данным 1973 года деревня Верние Осельки являлась административным центром Лесколовского сельсовета.
По данным 1990 года в деревне Верние Осельки проживали 1072 человека. Деревня также являлась административным центром Лесколовского сельсовета, в который входили 12 населённых пунктов: деревни Аньялово, Верние Осельки, Гапсары, Кискелово, Лесколово, Лехтуси, Нижние Осельки, Рохма, Хиттолово; посёлок Осельки; посёлки при станции Осельки и Пери, общей численностью населения 7557 человек.
В 1997 году в деревне проживали 978 человек, в 2002 году — 1009 человек (русских — 44%, цыган — 49%), в 2007 году — 1094, в 2010 году — 1474 человека.

## Современность
На вершине гряды расположились Верхние Осельки в отличие от Нижних Осельков, находящихся чуть ниже по склону. Верхние Осельки практически слились с расположенными по соседству дачными массивами, существующими на протяжении нескольких десятилетий, имеющими собственную систему улиц. Часть застройки вдоль Приозерской линии железной дороги называется посёлком при станции Пери.
Значительную часть населения Верхних Осельков составляют цыгане. В деревне проживает одна из крупнейших цыганских общин Ленинградской области. Цыгане живут изолированно от остальной деревни.
По данным администрации МО «Лесколовское сельское поселение» на 01.01.2013 года: «в деревне проживают 938 человек официально зарегистрированных граждан цыганской национальности. Барон цыганского табора — Михай Валерий Григорьевич».

## География
Деревня расположена в северной части района на автодороге 41К-012 (Скотное — Приозерск).
Расстояние до районного центра — 44 км.
Через деревню проходит железная дорога Приозерского направления. Расстояние до ближайшей железнодорожной станции Пери — 0,5 км.
Через деревню протекает Осельский ручей.

## Демография
| 1862  | 1939  | 1958  | 1990  | 1997 | 2002  | 2007  |
| ----- | ----- | ----- | ----- | ---- | ----- | ----- |
| 33    | ↗183  | ↗1003 | ↗1072 | ↘978 | ↗1009 | ↗1094 |
| 2010  | 2013  | 2017  |       |      |       |       |
| ↗1474 | ↗1724 | ↗1918 |       |      |       |       |

### Национальный состав
Согласно данным Всероссийской переписи населения 2021 года в деревне проживали 1536 человек, из них:
 русские — 679, цыгане — 360, евреи — 2, мордва — 2, белорусы — 1, немцы — 1, таджики — 1, татары — 1, украинцы — 1, финны — 1, другие национальности — 2 человека, остальные национальность не указали.
Довольно значительный процент населения деревни составляют цыгане-котляры, так как в ней проживает одна из крупнейших цыганских общин в Ленинградской области.

## Достопримечательности
В списке ценных природных объектов, подлежащих охране во Всеволожском районе, утверждённом решением Всеволожского городского Совета народных депутатов от 8 апреля 1993 года, за № 31 значится: парк «Дубки», 10 га, деревня Верхние Осельки.

## Фото

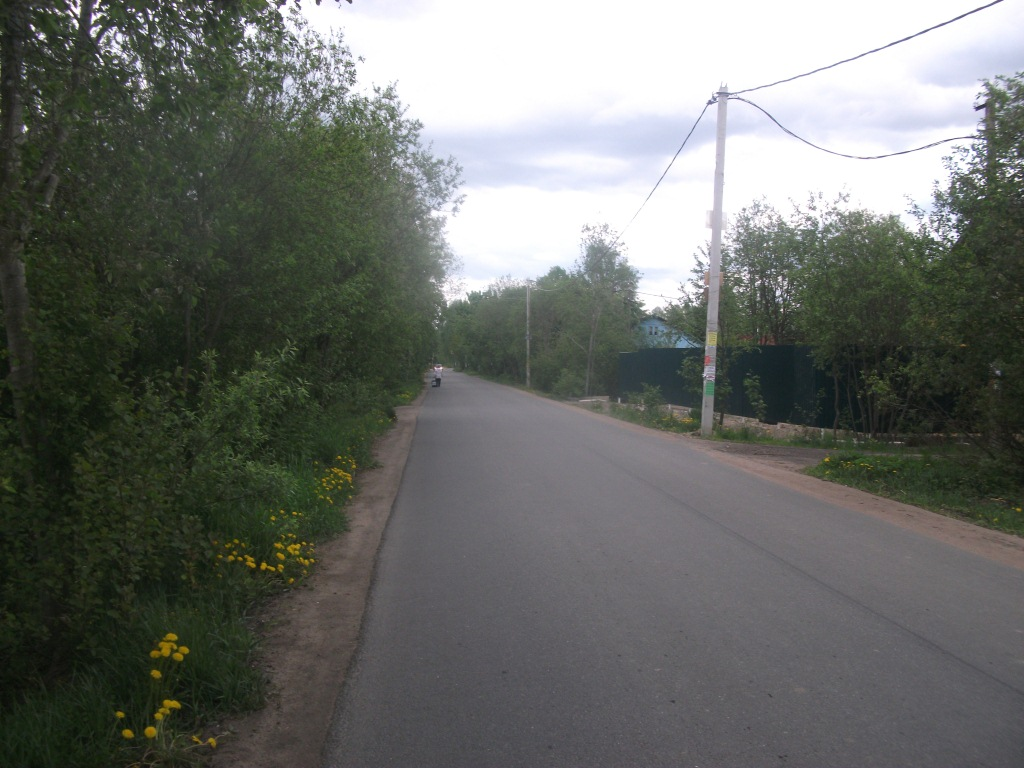
Дорога в садоводства
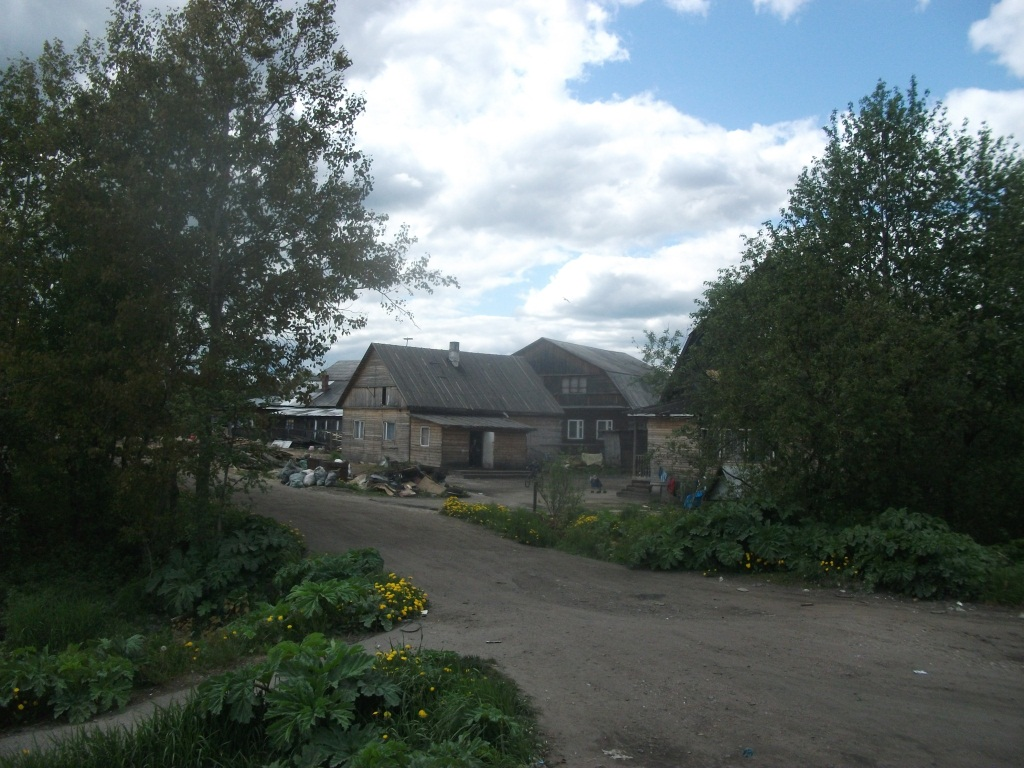
Цыганская часть деревни

## Улицы
3-я Линия, 4-я Линия, 5-я Линия, 6-я Линия, Берёзовая Аллея, Дачная, Дом-Кардон, Дубковская, Железнодорожная, Казарма 38 км, Ключевая, Комсомола, Космонавтов, Красноармейская, Ленинградская, Лесной переулок, Луговая, Медицинская, Нагорная, Новая, Октябрьский переулок, Ольховая, Парковая, Привокзальная, Рябиновая, Садовая, Садовый переулок, Советская, Цветочная.